# قصر حمد بن سليم
قصر حمد بن سليم أو دار التوحيد من القصور التاريخية الواقعة في مدينة الطائف.

## موقع القصر وحدوده
يقع في حي قروى في شارع أسامة بن زيد المؤدي شرقاً لباب الريع المتجه لمجمع الدوائر الحكومية ومباني الحرس الملكي، وبجوار القصر الملكي شُيد هذا القصر خارج سور الطائف القديم، ويحدهُ من الشرق شارع شجاع بن وهب ومبنى تراثي لآل دهلوي، ومن الغرب مبانٍ ملاصقة مُلك لأهالي الطائف، ومن الشمال شارع أسامة بن زيد الممتد من أمام مكتب أبي خبر، ومن الجنوب فناء ملاصق ومبانٍ.

## بناء القصر
بناهُ حمد بن سليم أحد رجال الملك عبدالعزيز آل سعود في عام 1346هـ، وهو مكون من دور واحد، ويمتاز بزخارفه الجصية وأبوابه وشبابيكه المزينة بالزخارف النباتية والهندسية، ويعتبر طرازه حجازي ذو تأثيرات رومانية أستقر فيه صاحبه خمس سنوات، ثم أُستخدم مقراً للشرطة عشر سنوات، وسجناً مثلها، ثم أشتراهُ محمد سرور الصبان وأصبح مقراً لمدرسة دار التوحيد، وأستمر خمس عشرة سنة، وقد كان يمتاز بالطابع المعماري الآتي:
- سرداقات وثكنات على هيئة غرف متلاصقة متخذةً الطراز الحجازي
- نوافذه الكبيرة التي تعلو من الأرض على هيئة أقواس رخامية
- المحيط البنائي المتقابل من كافة الجهات والتي تظهر منه الغرف والشبابيك والأقواس
- الزخارف الهندسية الفنية المتواجدة على الأخشاب سواءً بالأبواب أو الشبابيك
- الرخام المتشكل على الأعمدة بطريقة جمالية في الرصف والحفر
- رواق من الجهة الجنوبية على الهيكل التشكيلي

وكان داخل المساحات حوش كبير يُشكل مجموعة المساحات، ومزداناً بالشجيرات والأحواض الزراعية، أما جدران القصر فطُليت بالنوره البيضاء ودُهنت الأقواس والأعمدة بطلاء يميل إلى اللون الأصفر أو البيج، وأما شبابيكه فأتخذت لون الزان طابعاً لها، وكانت النوافذ محكمة الاستفادة في التحكم الهوائي وتيارات نسمات الطائف، وبداخل القصر قرابة الثلاثين غرفة مرصوصة بجانب بعضها، وبُنيت بين الأركان والزوايا حمامات تزيد على 8 حمام قرابة بعضها للأستفادة منها، وللقصر بوابة رئيسية عبارة عن قوس وأربعة أعمدة متناسقة الألوان، وبه أربعة مطابخ كبيرة يتم الوصول إليها من الباب الشرقي.

## مواد البناء
- الحجر
- النوره
- خشب الزان والعرعر
- البطحاء.[4]

## انظر ايضاً
- الطائف
- قصر شبرا (الطائف)
- قصر سنجر